# ستانيسلاف سوخينا
ستانيسلاف فاليرييفيتش سوخينا (بالروسية: Сухина, Станислав Валерьевич)‏ (مواليد 16 أغسطس 1968 في تشيركاسي) حكم كرة قدم روسي . قرر الاتحاد الدولي لكرة القدم اعتماده حكما دوليا في سنة 2003 . أدار العديد من مباريات دوري أبطال أوروبا ودوري أوروبا .